# 691
691 (DCXCI, na numeração romana) foi um ano comum do século VII, do Calendário Juliano, da Era de Cristo, teve início a um domingo e terminou também a um domingo, e a sua letra dominical foi A.
| Ano completo                    |
| ------------------------------- |
| Ano comum com início ao domingo |

## Eventos

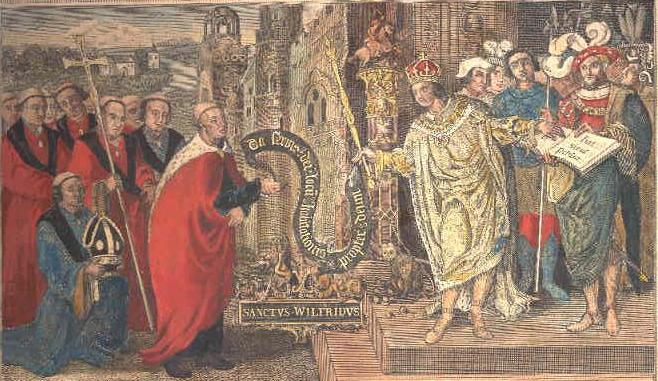
Santo Wilfrid, após voltar do exílio

### Europa
- Teodorico III é sucedido por Clóvis III como rei da Austrásia.
- Wilfrid, bispo de Nortumbria, é expulso para Mercia.

### Tópicos

#### Religião
- Construção do Domo da Rocha é concluída em Jerusalém.
- Concílio Quinissexto (In Trullo)

## Nascimentos
- 6 de julho - Isabel Usher

## Mortes
- Cen Changqian, chanceler chinês a serviço de Wu Zetian por breve período.
- 28 de setembro — Fu Youyi, chanceler chinês a serviço de Wu Zetian por breve período, sucidou-se.
- Ge Fuyuan, chanceler chinês a serviço de Wu Zetian por breve período (executado)
- Sun Guoting